# Hundepfeifen-Politik
Hundepfeifen-Politik (engl. dog whistle politics) bezeichnet in politischen Aussagen die Nutzung einer Sprache, die je nach Publikum unterschiedlich verstanden wird. Es handelt sich um eine Form von codierter Sprache, die es erlaubt, eine versteckte Bedeutung in Aussagen einzubetten, die überwiegend nur die eigene Anhängerschaft versteht bzw. erkennt. Auf diese Weise kann eine Aussage eine in der Regel unverfängliche Bedeutung für nicht eingeweihte Hörer haben, aber eine völlig andere für die eigenen Anhänger.

## Begriffsherkunft
Der Begriff Hundepfeifen-Politik entstammt dem englischen dog-whistle politics. Die Idee ist, ähnlich wie bei einer Hundepfeife, deren Töne aufgrund ihrer hohen Frequenz nur für Hunde hörbar sind, in politischen Aussagen zusätzliche Interpretationsmöglichkeiten zu verstecken, deren Bedeutung nur denjenigen klar wird, „die das entsprechende Gehör haben“.
Erstmals benutzt wurde der Begriff 1988 von Richard Morin, einem Reporter der Washington Post.

## Funktion
Der Vorteil der Verwendung einer Hundepfeifen-Politik ist, dass politische Kandidaten in der breiten Gesellschaft unpopuläre oder verpönte Positionen (wie zum Beispiel Verschwörungstheorien oder rassistische Ansichten) nicht mehr offen zu artikulieren brauchen. Es reicht, bestimmte Codes oder Signalwörter zu verwenden, deren Bedeutung der breiten Masse verborgen bleibt und potentielle Wähler nicht verschreckt, von der eingeweihten eigenen Anhängerschaft aber erkannt wird. Die Süddeutsche Zeitung schreibt: „Mit Codes, die Experten Hundepfeifen-Politik nennen, können radikale Akteure unbemerkt an Gleichgesinnte appellieren, ohne dass es von der breiten Öffentlichkeit bemerkt wird“. Folgend dem Konzept der glaubhaften Abstreitbarkeit können sich sowohl Politiker als auch Wähler stets darauf berufen, eigentlich etwas anderes gemeint zu haben oder von den eigentlichen Inhalten nichts gewusst zu haben. Der Medienwissenschaftler Stephan Packard nennt als Beispiel „eine rassistische Anspielung[, die] im öffentlichen Diskurs zunächst nicht als rassistisch wahrgenommen wird, aber von einer kleineren Gruppe, insbesondere rassistischen Zuhörenden, als dasjenige erkannt wird, als das es in der Tat gemeint war“.
Jennifer Saul, Professorin an der University of Sheffield im Interview mit der BBC:

“It’s a major way that politicians are manipulating people into doing something that, if they’re fully conscious of it, they wouldn’t be morally comfortable with.”

„Es handelt sich um eine bedeutende Manipulationstechnik, mit der Politiker Menschen dazu bringen, etwas zu tun, mit dem sie sich, wenn sie sich des Inhaltes voll bewusst wären, moralisch nicht wohlfühlen würden.“

Sie vergleicht Hundepfeifen-Politik in einem ihrer Aufsätze mit nur für Erwachsene verständlichen Anspielungen in Zeichentrickfilmen für Kinder. Den Autoren sei von vornherein klar, dass das eigentliche Zielpublikum (hier: Kinder) die Anspielungen nicht verstehen kann. Vielmehr seien diese Anspielungen von vornherein nur für eine bestimmte, eingeweihte Teilmenge des Publikums (hier: erwachsene Zuschauer) gedacht und platziert worden. Kinder als nicht eingeweihtes Publikum übersehen die Anspielungen indes völlig.

## Beispiele

### Deutschland

#### Björn Höcke
Im Januar 2017 sagte Björn Höcke über das Berliner Denkmal für die ermordeten Juden Europas: „… wir Deutschen, also unser Volk, sind das einzige Volk der Welt, das sich ein Denkmal der Schande in das Herz seiner Hauptstadt gepflanzt hat.“ Im Hamburger Abendblatt bezeichnete Alexander Josefowicz dies als ein Beispiel für dog-whistle politics:

„Diese Partei hat das perfide Spiel mit der Sprache perfektioniert, für das es im Amerikanischen den Begriff ‚dog-whistle politics‘ gibt. […] Wer sich dieser Sorte Rhetorik befleißigt, sagt etwas so, dass es für die Allgemeinheit eine Bedeutung haben kann – für die eigentliche Zielgruppe aber eine andere. So kann man das Holocaust-Mahnmal als ‚Denkmal der Schande‘ bezeichnen und stolz sein auf die ‚Leistungen deutscher Soldaten in zwei Weltkriegen‘ – ohne sich um die Folgen sorgen zu müssen. Schließlich gibt es immer eine Erklärung dafür, was man eigentlich gemeint hätte.“

#### Alexander Gauland
In der Frankfurter Allgemeinen Zeitung wurde die These aufgestellt, die Aussagen von Alexander Gauland über den damaligen Fußballnationalspieler Jérôme Boateng, „Die Leute finden ihn als Fußballspieler gut. Aber sie wollen einen Boateng nicht als Nachbarn haben.“, würden „nach dem Prinzip der Hundepfeife“ funktionieren. Ähnlich verwendete auch die Süddeutsche Zeitung in diesem Kontext den Begriff Hundepfeife.

### Vereinigte Staaten von Amerika
Der antisemitische Verschwörungstheoretiker Eustace Mullins (1923–2010) benutzte in seiner Polemik gegen das angeblich jüdisch gesteuerte Federal Reserve System nie das Wort Juden, sondern schrieb von international financiers – laut den Historikern Matthew Feldman und Andrea Rinaldi ein „dog-whistle term“.
Die Süddeutsche Zeitung kritisierte die Verwendung des Begriffs „Rassenunruhen“ für die teils gewaltsamen Proteste nach dem Tod von George Floyd als ein Beispiel von Hundepfeifen-Politik: „Wird der Begriff bewusst genutzt – will der Sprechende tatsächlich die hiesige Bedeutung des Wortes ‚Rasse‘ betonen – handelt es sich um einen recht banalen Fall von dog-whistle politics.“

### Australien
Im Kontext des Terroranschlags auf zwei Moscheen in Christchurch im März 2019 warf der ehemalige Abgeordnete Antony Harold Curties Windsor dem australischen Premierminister Scott Morrison auf Twitter vor, seine „Hundepfeifenpolitik von Rasse, Religion und Spaltung“ habe „Früchte getragen“.